# El zahir (Paulo Coelho)
El Zahir es una novela del escritor brasileño Paulo Coelho. Fue publicada el año 2005 y así como sus anteriores libros sus temas principales son el peregrinaje, el amor y el conocimiento de uno mismo. Fue escrita originalmente en portugués y traducida a más de 44 idiomas. La novela tiene tintes autobiográficos. El título de la novela es una apropiación del título del cuento El Zahir de Jorge Luis Borges originalmente publicado en 1949 e incluido en la colección de titulada El Aleph.

## Argumento
El narrador de El Zahir 
es un aclamado autor de renombre internacional que vive en Francia 
y disfruta de los privilegios que le otorgan su fama y su dinero. Esther, 
su esposa de hace diez años, es corresponsal de guerra 
y a pesar de su éxito profesional, y su relativa libertad de los confines tradicionales del matrimonio, se enfrenta a una crisis existencial que la atormenta silenciosamente. Un día desaparece con su amigo Mikhail (que podría o no ser su amante) y, perplejas ante la ausencia de indicios, las autoridades deciden cuestionar al narrador. Todos se preguntan si Esther fue secuestrada o asesinada, o si fue que simplemente decidió abandonar un matrimonio que la dejaba insatisfecha. 
El narrador no tiene las respuestas pero poco a poco comienza a interrogarse sobre su propia existencia. Sin embargo un día, Mikhail, el hombre con quien Esther fue visto por última vez, encuentra al narrador y promete llevarlo a donde se encuentra su mujer. Se embarcan un viaje que los lleva del glamour suntuoso de París a Kazajistán, el lugar de origen de Mikhail. Y es en este misterioso lugar, marcado por una historia a la vez trágica y espiritualmente poderosa, que el narrador comienza a hacer sorprendentes descubrimientos sobre sí mismo. Esta evocadora novela es la fascinante historia de una obsesión por recuperar un amor perdido, y una búsqueda por comprender cómo se relaciona a la libertad, la realización personal, y la necesidad que cada cual tiene de alcanzar sus metas.

## Traducciones
El Zahir se ha publicado en 52 idiomas diferentes: albanés, alemán, árabe, armenio (dialecto oriental), armenio (dialecto occidental), azerí, búlgaro, catalán, coreano, croata, checo, chino (complejo), chino (simplificado), danés, eslovaco, esloveno, español, estonio, farsi, finlandés, francés, georgiano, griego,  hebreo, hindi, neerlandés, húngaro, indonesio, inglés, islandés, italiano, japonés, kazajo, letón, lituano, macedonio, malayalam,  marathi, montenegrino, noruego, panjabí, polaco, portugués, rumano, ruso, serbio, sueco, tailandés, tamil, turco, ucraniano y vietnamita.

## Enseñanza
Este libro tiene como objetivo y finalidad, hacer ver a las personas cuanta importancia y valor tiene el vivir día a día como si fuese el primero y último de nuestra existencia, dejándonos sorprender por ella. Porque si bien es cierto, hacemos de nuestras vidas una rutina, y perdemos la noción, el sentido, y la verdadera importancia de vivir. Y sin embargo, sin darnos cuenta, afectamos con ello, a todas las personas que nos rodean y que son cercanas a nosotros. Si bien es cierto, uno no sabe lo que tiene hasta que lo ve perdido, o mejor dicho, uno sabe lo que tiene, pero  jamás imagina perderlo. Finalmente, nos invita a tomar conciencia de nuestra historia personal, a no limitarnos con patrones establecidos y así poder disfrutar de todas las posibilidades que ofrece la existencia. El autor nos invita a dejar atrás las cosas a las que nos hemos acomodado y a revivir la energía del amor dejándola ser en su estado más verdadero, libre. El Zahir es una aventura que nos llevará a ver la vida con nuevos y brillantes ojos.